# Élections législatives de 1993 dans la Mayenne
Les élections législatives françaises de 1993 se déroulent les 21 et 28 mars 1993. Dans le département de la Mayenne, trois députés sont à élire dans le cadre de trois circonscriptions.

## Élus
| Circonscription | Député sortant    | Parti | Parti    | Député élu ou réélu | Parti | Parti    |
| --------------- | ----------------- | ----- | -------- | ------------------- | ----- | -------- |
| 1re             | François d'Aubert |       | UDF (PR) | François d'Aubert   |       | UDF (PR) |
| 2e              | Henri de Gastines |       | RPR      | Henri de Gastines   |       | RPR      |
| 3e              | Roger Lestas      |       | app. UDF | Roger Lestas        |       | UDF (AD) |

## Positionnement des partis
Les candidats d'alliance RPR-UDF et divers droite se présentent sous la bannière de l'Union pour la France et ceux du Parti socialiste derrière l'Alliance des Français pour le Progrès. Par ailleurs, Les Verts et Génération écologie s'unissent sous l'étiquette Entente des écologistes.

## Résultats

### Résultats à l'échelle du département
| Parti          | Parti                                       | Premier tour | Premier tour | Second tour | Second tour | Sièges |
| Parti          | Parti                                       | Voix         | %            | Voix        | %           | Sièges |
| -------------- | ------------------------------------------- | ------------ | ------------ | ----------- | ----------- | ------ |
|                | Union pour la démocratie française          | 49 306       | 36,46        | 22 900      | 100,00      | 2      |
|                | Rassemblement pour la République            | 26 387       | 19,51        |             |             | 1      |
|                | Divers droite                               | 7 207        | 5,33         | Retrait     | Retrait     | 0      |
|                | Centre national des indépendants et paysans | 775          | 0,57         |             |             | 0      |
|                | Union pour la France                        | 83 675       | 61,87        | 22 900      | 100,00      | 3      |
|                |                                             |              |              |             |             |        |
|                | Parti socialiste                            | 16 637       | 12,30        |             |             | 0      |
|                | Alliance des Français pour le progrès       | 16 637       | 12,30        |             |             | 0      |
|                |                                             |              |              |             |             |        |
|                | Les Verts                                   | 8 067        | 5,97         |             |             | 0      |
|                | Génération écologie                         | 4 246        | 3,14         | 0           |             |        |
|                | Entente des écologistes                     | 12 313       | 9,11         |             |             | 0      |
|                |                                             |              |              |             |             |        |
|                | Front national                              | 9 807        | 7,25         |             |             | 0      |
|                | Le Trèfle - Les nouveaux écologistes        | 5 252        | 3,88         | 0           |             |        |
|                | Parti communiste français                   | 4 521        | 3,34         | 0           |             |        |
|                | Extrême droite                              | 1 606        | 1,19         | 0           |             |        |
|                | Parti des travailleurs                      | 1 415        | 1,05         | 0           |             |        |
|                |                                             |              |              |             |             |        |
| Inscrits       | Inscrits                                    | 203 056      | 100,00       | 68 049      | 100,00      | 3      |
| Abstentions    | Abstentions                                 | 55 365       | 27,27        | 37 519      | 55,14       |        |
| Votants        | Votants                                     | 147 691      | 72,73        | 30 530      | 44,86       |        |
| Blancs et nuls | Blancs et nuls                              | 12 465       | 8,44         | 7 630       | 24,99       |        |
| Exprimés       | Exprimés                                    | 135 226      | 91,56        | 22 900      | 75,01       |        |

### Résultats par circonscription

#### Première circonscription (Laval)
|                | François d'Aubert sortant réélu | UDF (PR)       | 27 838 | 56,24  |  |  |  |
|                | Michel Sorin                    | PS (ADFP)      | 9 248  | 16,66  |  |  |  |
|                | Olivier Illand                  | Les Verts (EÉ) | 4 420  | 8,93   |  |  |  |
|                | Jacques Dansan                  | FN             | 2 717  | 7,51   |  |  |  |
|                | Jacques Poirier                 | PCF            | 1 969  | 3,98   |  |  |  |
|                | Monique Morin                   | LT-LNÉ         | 1 890  | 3,82   |  |  |  |
|                | André Warnet                    | PT             | 1 415  | 2,86   |  |  |  |
|                |                                 |                |        |        |  |  |  |
| Inscrits       | Inscrits                        | Inscrits       | 73 913 | 100,00 |  |  |  |
| Abstentions    | Abstentions                     | Abstentions    | 20 800 | 28,14  |  |  |  |
| Votants        | Votants                         | Votants        | 53 113 | 71,86  |  |  |  |
| Blancs et nuls | Blancs et nuls                  | Blancs et nuls | 3 616  | 6,81   |  |  |  |
| Exprimés       | Exprimés                        | Exprimés       | 49 497 | 93,19  |  |  |  |

#### Deuxième circonscription (Château-Gontier)
|                | Henri de Gastines sortant réélu | RPR (UPF)      | 26 387 | 65,7   |  |  |  |
|                | Joël Patoureau                  | Les Verts (EÉ) | 3 647  | 9,08   |  |  |  |
|                | Paul Le Morvan                  | FN             | 3 243  | 8,07   |  |  |  |
|                | Alain Pers                      | PS (ADFP)      | 2 921  | 7,27   |  |  |  |
|                | Moïse Lesage                    | Extrême droite | 1 606  | 4      |  |  |  |
|                | Maria Fiori                     | LT-LNÉ         | 1 363  | 3,39   |  |  |  |
|                | Jacques Fourgeaud               | PCF            | 998    | 2,48   |  |  |  |
|                |                                 |                |        |        |  |  |  |
| Inscrits       | Inscrits                        | Inscrits       | 61 095 | 100,00 |  |  |  |
| Abstentions    | Abstentions                     | Abstentions    | 16 424 | 26,88  |  |  |  |
| Votants        | Votants                         | Votants        | 44 671 | 73,12  |  |  |  |
| Blancs et nuls | Blancs et nuls                  | Blancs et nuls | 4 506  | 10,09  |  |  |  |
| Exprimés       | Exprimés                        | Exprimés       | 40 165 | 89,91  |  |  |  |

#### Troisième circonscription (Mayenne)
| Candidat       | Candidat                   | Parti          | Premier tour | Premier tour | Second tour | Second tour |  |
| Candidat       | Candidat                   | Parti          | Voix         | %            | Voix        | %           |  |
| -------------- | -------------------------- | -------------- | ------------ | ------------ | ----------- | ----------- |  |
|                | Roger Lestas sortant réélu | UDF (UPF)      | 21 468       | 47,12        | 22 900      | 100,00      |  |
|                | Michel Scheer              | diss. UDF      | 7 207        | 15,82        | Retrait     | Retrait     |  |
|                | Francis Daligault          | PS (ADFP)      | 4 468        | 9,81         |             |             |  |
|                | Louis Michel               | GÉ (EÉ)        | 4 246        | 9,32         |             |             |  |
|                | Gilbert Blanc              | FN             | 3 847        | 8,44         |             |             |  |
|                | Christine Savary           | LT-LNÉ         | 1 999        | 4,39         |             |             |  |
|                | Yannick Peltier            | PCF            | 1 554        | 3,41         |             |             |  |
|                | Christian Richard          | CNIP           | 775          | 1,7          |             |             |  |
|                |                            |                |              |              |             |             |  |
| Inscrits       | Inscrits                   | Inscrits       | 68 048       | 100,00       | 68 049      | 100,00      |  |
| Abstentions    | Abstentions                | Abstentions    | 18 141       | 26,66        | 37 519      | 55,14       |  |
| Votants        | Votants                    | Votants        | 49 907       | 73,34        | 30 530      | 44,86       |  |
| Blancs et nuls | Blancs et nuls             | Blancs et nuls | 4 343        | 8,7          | 7 630       | 24,99       |  |
| Exprimés       | Exprimés                   | Exprimés       | 45 564       | 91,3         | 22 900      | 75,01       |  |